# Campeonato Juvenil de la AFC 1966
El Campeonato Juvenil de la AFC 1966 se llevó a cabo del 30 de abril al 15 de mayo en Manila, Filipinas y contó con la participación de 12 selecciones juveniles de Asia.
Israel y Birmania empataron en la final y compartieron el título por segunda ocasión entre ambos.

## Participantes
| - Birmania - Ceylon - China - Hong Kong | - India - Israel - Japón - Corea del Sur | - Malasia - Filipinas - Singapur - Tailandia |

## Fase de grupos

### Grupo A
| País      | J | G | E | P | GF | GC | GD | Pts |
| --------- | - | - | - | - | -- | -- | -- | --- |
| Tailandia | 3 | 2 | 1 | 0 | 8  | 1  | +7 | 5   |
| Malasia   | 3 | 2 | 1 | 0 | 8  | 2  | +6 | 5   |
| Ceylon    | 3 | 1 | 0 | 2 | 4  | 9  | -5 | 2   |
| Filipinas | 3 | 0 | 0 | 3 | 0  | 8  | -8 | 0   |

| Equipo 1  | Resultado | Equipo 2  |
| --------- | --------- | --------- |
| Filipinas | 0-3       | Malasia   |
| Malasia   | 4-1       | Ceylon    |
| Filipinas | 0-2       | Tailandia |
| Tailandia | 5-0       | Ceylon    |
| Malasia   | 1-1       | Tailandia |
| Ceylon    | 3-0       | Filipinas |

### Grupo B
| País     | J | G | E | P | GF | GC | GD  | Pts |
| -------- | - | - | - | - | -- | -- | --- | --- |
| Birmania | 4 | 3 | 0 | 1 | 18 | 3  | +15 | 6   |
| India    | 4 | 3 | 0 | 1 | 9  | 3  | +6  | 6   |
| China    | 4 | 2 | 1 | 1 | 5  | 7  | -2  | 5   |
| Singapur | 4 | 1 | 1 | 2 | 5  | 13 | -8  | 3   |
| Japón    | 4 | 0 | 0 | 4 | 2  | 13 | -11 | 0   |

| Equipo 1 | Resultado | Equipo 2 |
| -------- | --------- | -------- |
| Birmania | 8-0       | Singapur |
| Japón    | 1-2       | China    |
| India    | 0-2       | Birmania |
| Singapur | 0-0       | China    |
| Japón    | 0-2       | India    |
| Singapur | 4-1       | Japón    |
| China    | 1-5       | Birmania |
| India    | 4-1       | Singapur |
| Birmania | 5-0       | Japón    |
| China    | 2-1       | India    |

### Grupo C
| País          | J | G | E | P | GF | GC | GD | Pts |
| ------------- | - | - | - | - | -- | -- | -- | --- |
| Israel        | 2 | 1 | 1 | 0 | 6  | 1  | +5 | 3   |
| Corea del Sur | 2 | 1 | 1 | 0 | 5  | 1  | +4 | 3   |
| Hong Kong     | 2 | 0 | 0 | 2 | 2  | 11 | -9 | 0   |

| Equipo 1      | Resultado | Equipo 2      |
| ------------- | --------- | ------------- |
| Israel        | 0-0       | Corea del Sur |
| Hong Kong     | 1-6       | Israel        |
| Corea del Sur | 5-1       | Hong Kong     |

## Ronda final

### Playoff
| Equipo 1  | Resultado | Equipo 2 |
| --------- | --------- | -------- |
| Hong Kong | 5-2       | Ceylon   |

### Cuartos de final
| Equipo 1  | Resultado | Equipo 2      |
| --------- | --------- | ------------- |
| Birmania  | 1-0       | Malasia       |
| Tailandia | 1-0       | Corea del Sur |
| Israel    | 4-0       | India         |
| Hong Kong | 1-11      | China         |

1- China ganó por medio del lanzamiento de una moneda.

### Semifinales
| Equipo 1  | Resultado | Equipo 2 |
| --------- | --------- | -------- |
| Tailandia | 0-3       | Birmania |
| Israel    | 5-0       | China    |

### Tercer lugar
| Equipo 1  | Resultado | Equipo 2 |
| --------- | --------- | -------- |
| Tailandia | 0-0       | China    |

### Final
| Equipo 1 | Resultado | Equipo 2 |
| -------- | --------- | -------- |
| Birmania | 1-1       | Israel   |

## Campeón
| Campeonato Juvenil de la AFC 1966 | Campeonato Juvenil de la AFC 1966 |
| --------------------------------- | --------------------------------- |
| Bandera de Israel                 | Bandera de Birmania               |
| Israel 3º Título                  | Birmania 4º Título                |